# Daiki Hotta
Daiki Hotta (堀田 大暉 Hotta Daiki?, Izumi-ku, Sendai, Miyagi, 5 de octubre de 1994) es un futbolista japonés que juega como guardameta en el Vegalta Sendai de la J2 League.

## Trayectoria

### Clubes
| Club                      | País  | Año       |
| ------------------------- | ----- | --------- |
| Fukushima United F. C.    | Japón | 2018-2019 |
| Shonan Bellmare           | Japón | 2020-2022 |
| Zweigen Kanazawa (cedido) | Japón | 2020      |
| Fagiano Okayama (cedido)  | Japón | 2022      |
| Fagiano Okayama           | Japón | 2023-2024 |
| Vegalta Sendai            | Japón | 2025-     |